# Річард Айтсон
Річард Ейтсон (англ. Richard Aitson; 26 грудня 1953 — 24 червня 2022) — кіовський і кіова-апач художник, поет і куратор з Оклахоми, відомий своїми роботами з бісеру та поезією.

## Біографія
Річард Ейтсон народився 26 грудня 1953 року в місті Анадрако, Оклахома. Його мати, Алесія Кеабоне Гонсалес (1926–2011), була традиціоналісткою кіова та викладала мову кіова в Університеті науки і мистецтв Оклахоми. Його кіовське ім'я означає "Вершник на бізоні". Ейтсон походить з родини, яка протягом п'яти поколінь займалася мистецтвом виготовлення виробів з бісеру.
Навчався в Академії Кімбелл Юніон в Нью-Гемпширі, Оберлінському коледжі в Огайо та Інституті мистецтв американських індіанців у Санта-Фе, Нью-Мексико.

## Творчість
У 1976 році Ейтсон створював документальні фільми для Бікентенарної комісії, висвітлюючи події корінних американців. Працював куратором у галереї Squash Blossom в Аспені, Колорадо, де вперше організовував виставки. Він також викладав літературу корінних американців у середній школі Анадрако та в коледжі Бакон.

### Роботи з бісеру
Ейтсон почав займатися бісерною роботою через необхідність, щоб створити танцювальний костюм для участі в ритуалі Gourd Dance. Він створював регалії та художні вироби для колекціонерів і музеїв. Особливо відомий своїми традиційними дитячими люльками, обшитими бісером. Ейтсон відзначав, що його роботи натхнені мистецтвом часів Другої світової війни та Резерваційної ери.

### Поезія
Його вірші натхненні усною історією кіова. Як пише Алан Веллі, його творчість поєднує елементи анімізму та сновидінь. Ейтсон черпав натхнення у чилійського поета Пабло Неруди.

## Виставки та нагороди
У 1992 році він мав персональну виставку в Музеї індіанців Південних Рівнин у місті Анадрако. Роботи Ейтсона здобули численні нагороди, включаючи Гран-прі фестивалю "Red Earth" (1997) та приз Джеки Отрі від Музею Південного Заходу (2005). Його роботи є частиною постійної колекції Національного дослідницького центру Секвоя в Літл-Році, Арканзас.